# Pascale Ranucci
Pour les articles homonymes, voir Ranucci.
Pascale Ranucci, née le 25 mars 1966 à Toulon, est une coureuse cycliste et duathlète française et directrice nationale de l'Équipe de France féminine sur route, championne de France de duathlon en 1993. Elle est morte le 24 décembre 1999 à Marseille des suites d'un accident de la circulation.

## Biographie
Pascale est la fille de Régine et Victor Ranucci. Elle est championne de France de duathlon en 1993 et directrice nationale de l' Équipe de France féminine sur route de 1993 à 1999. Elle est détentrice d'un professorat d’éducation physique. Elle disparait tragiquement le 23 décembre 1999 au volant de sa voiture dans un accident de circulation. En 2015, des italiens cyclistes amateurs offrent une stèle au village de Sanary en mémoire de la championne, en l'an 2000 une course le trophée Pascale Ranucci est organisé à Sanary et se poursuit depuis 2008, la championne du monde Jeannie Longo qui partage une belle amitié avec elle, n'a jamais manqué une édition en tant que compétitrice entre 2008 et 2018.

## Palmarès sur route

### Championnats du monde
- 1985 Giavera Del Montello
  - 38e de la course en ligne
- 1986 Colorado Springs
  - 26e de la course en ligne
- 1989 Chambéry
  - 26e de la course en ligne
- 1990 Utsunomiya
  - 21e de la course en ligne

### Par années
- 1985
  - 3e étape du Tour de l'Aude
- 1987
  - Tour du Territoire de Belfort
  - Ster der Vogezen
  - 2e et 3e étapes du Tour du Territoire de Belfort
  - 1re et 2e étapes de Ster der Vogezen
- 1988
  - 1re étape du Tour de l'Aude
- 1991
  - 2e du Tour de Tarn-et-Garonne
  - 3e du Tour du Canton de Perreux

### Grands tours

#### Tour d'Italie
- 1989 : 10e

#### La Grande Boucle
3 participations
- Tour de France féminin
  - 1985 : 11e
  - 1986 : 11e
  - 1988 : 21e

## Palmarès enduathlon
- 1992
  - Médaille d'argent au championnat de France
- 1993
  -  Championne de France[7].